# Abdul Razzaq Ahmed
Abdul Razzaq Ahmed (àrab: عبد الرزاق أحمد بشير)  (Bàssora, 1 de juliol de 1940), nom compert Abdul Razzaq Ahmed Basheer (àrab: عبد الرزاق أحمد بشير, ʿAbd ar-Razzāq Aḥmad Baxīr), fou un futbolista iraquià de la dècada de 1970 i posteriorment entrenador de futbol.
Pel que fa a clubs, jugà durant tota la seva carrera a Al-Mina'a. A més fou internacional amb la selecció de futbol de l'Iraq.
El seu germà gran Hadi Ahmed també fou futbolista.